# Albrecht Unsöld
Albrecht Otto Johannes Unsöld (ur. 20 kwietnia 1905, zm. 23 września 1995) – niemiecki astrofizyk.
W 1958 roku otrzymał Złoty Medal Królewskiego Towarzystwa Astronomicznego.
Planetoida (2842) Unsöld została nazwana jego nazwiskiem.

## Publikacje
- Physik der Sternatmosphären mit besonderer Berücksichtigung der Sonne (Springer, 1955, 1968, and 1982)
- Max Planck (Hirt, 1958)
- Über die mittleren Zustandsgrössen und Spektren der Sternatmosphären in Abhängigkeit von ihrem Wasserstoff- und Heliumgehalt (Vandenhoeck & Ruprecht, 1958)
- Der neue Kosmos (Springer, 1967 and 1981)
  - The New Cosmos (Longmans, 1969)
- Sterne und Menschen: Aufsätze u. Voträge (Springer, 1972)
- Evolution kosmischer, biologischer und geistiger Strukturen (Wissenschaftliche Verlagsgesellschaft, 1981 and 1983)
- Der neue Kosmos. Einführung in die Astronomie und Astrophysik (Springer-Verlag GmbH, 1991, 2001, and 2004)
  - The New Cosmos (Heidelberg Science Library) (Springer-Verlag GmbH, 1991)
  - Albrecht Unsöld, Bodo Baschek, W.D. Brewer (Translator) The New Cosmos: An Introduction to Astronomy and Astrophysics (Springer, 5th Edition, 2005) ISBN 978-3-540-67877-9